# Полтавська дирекція залізничних перевезень

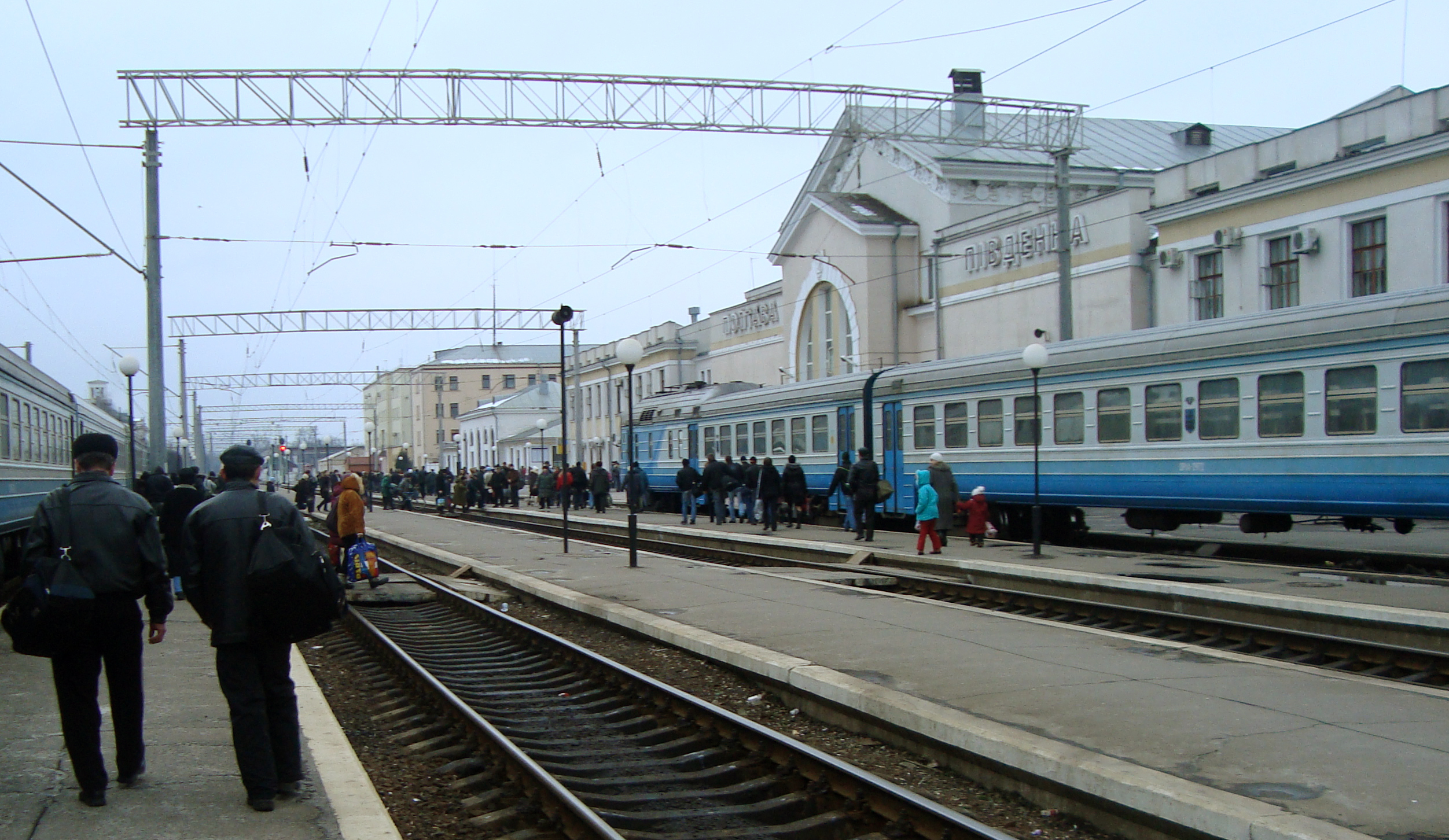
Залізничний вокзал Полтава-Південна

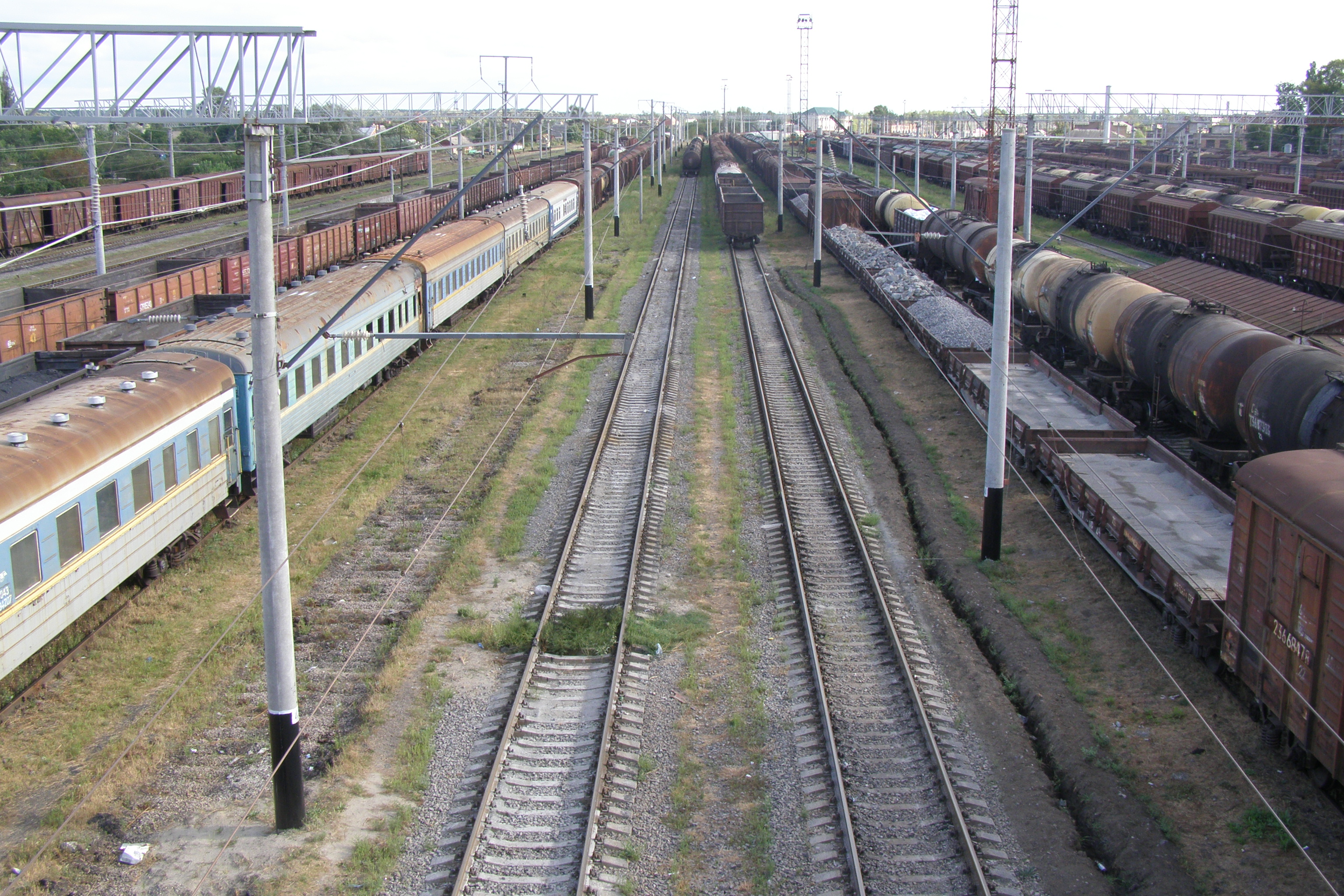
Вагонне депо станції Полтава

Вокзал станції Гребінка

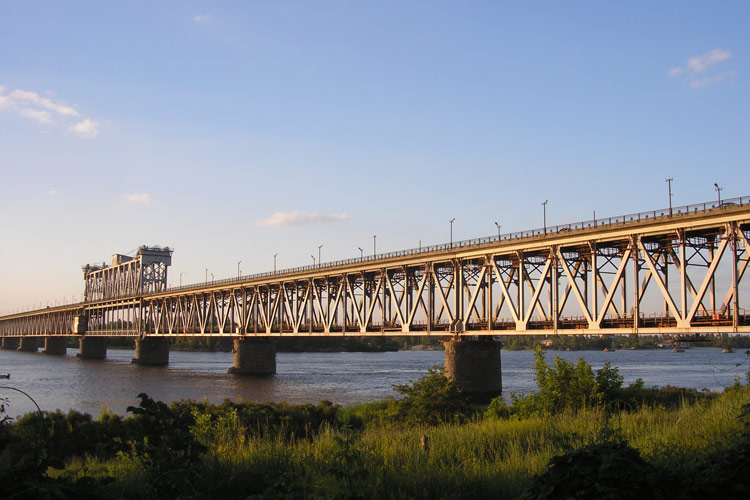
Кременчуцька дільниця. Крюковський міст

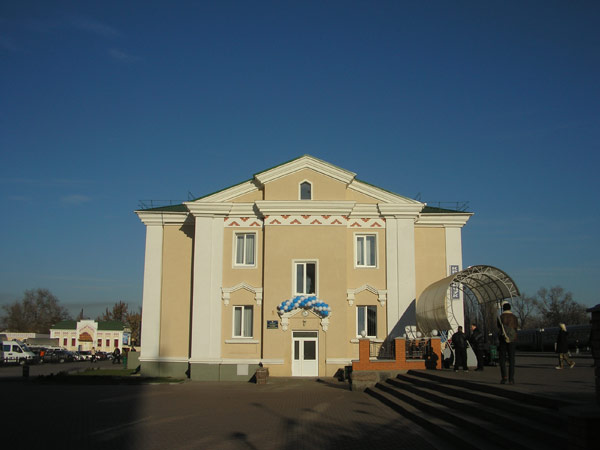
Залізничний вокзал у Кременчуці.

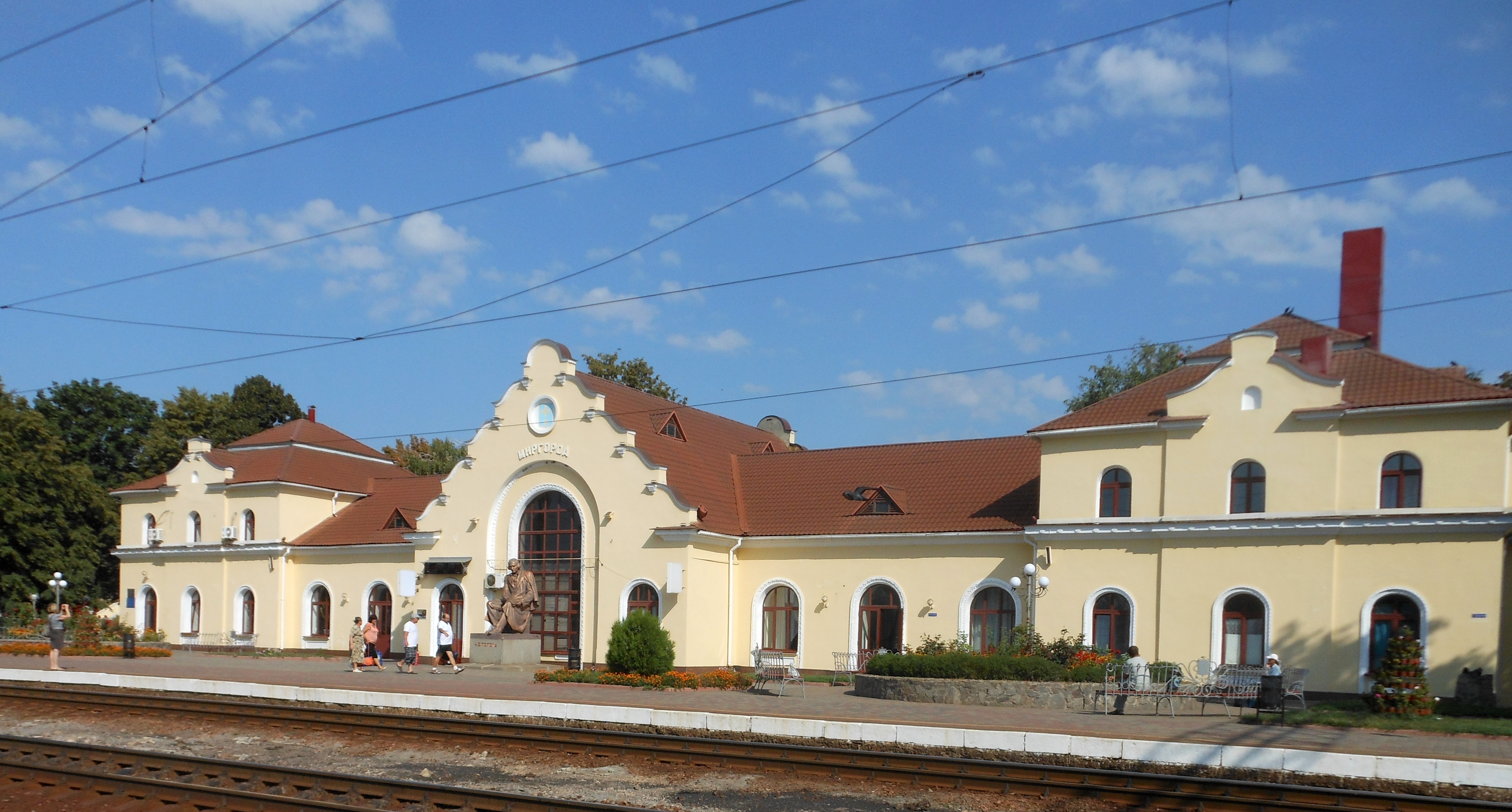
Залізничний вокзал у Миргороді

Полтавська дирекція експлуатації залізниць часів нацистської окупації (1941—1943)

Полта́вська дире́кція Півде́нної залізни́ці (повна назва до квітня 2014 року — Полтавська дирекція залізничних перевезень територіально-галузевого об'єднання «Південна залізниця» Державної адміністрації залізничного транспорту України, з 04.2014 року по 01.12.2015 року — Державного підприємства «Південна залізниця» Державної адміністрації залізничного транспорту України, з 01.12.2015 року — Регіональної філії «Південна залізниця» ПАТ «Укрзалізниця») — територіальний структурний підрозділ об'єднання «Південна залізниця».

## Історична довідка

### Історія залізниці на Полтавщині
У середині 19 століття в Російській імперії було прийнято рішення спорудження ряду залізниць, які б сполучили центральні губернії імперії з морськими портами.
Перша в Полтавській губернії залізнична ділянка була побудована в 1869. Вона з'єднала Кременчук з Єлисаветградом і Балтою. В тому ж році відкрилася станція Крюків-на-Дніпрі.
За концесійною угодою між російським урядом і гофмейстером Аббавою та бароном Унгерном фон Штернбергом, останні взяли на себе зобов'язання побудувати залізницю Харків — Кременчук. У 1870 році була прокладена залізнична лінія Кременчук — Полтава протяжністю 110 верст. Побудовані станції Полтава і Кременчук з усією необхідною інфраструктурою — вокзалами, паровозними приміщеннями, магазинами, коморами для вугілля тощо. Рух залізницею відкрився в 1 серпня 1870 року.
Через рік, 15 червня 1871 року була введена в експлуатацію дільниця Полтава — Харків (132 версти), а в 1872 році, після введення в експлуатацію моста через Дніпро і закінчення будівництва з'єднувальної ділянки Крюків — Кременчук, залізниця зв'язала Харків з основними чорноморськими портами Одесою і Миколаєвом.
У 1888 році розпочався рух поїздів ділянкою Кременчук — Ромни, а в 1897-му — лінією Полтава — Костянтиноград. В 1901 році введена в експлуатацію залізнична ділянка Полтава-Південна — Полтава-Київська — Гребінка.
До 1906 року залізниці Полтавщини входили до структури Харківсько-Миколаївської залізниці. 1 січня 1907 Харківсько-Миколаївська залізниця була об'єднана з Курсько-Харківсько-Севастопольською в одне управління «Південні залізниці».

### Полтавське відділення Південної залізниці
Полтавське відділення залізниці було виділене як окремий структурний підрозділ 23 вересня 1946 року наказом Міністерства Шляхів Сполучення № 652. Ця дата вважається офіційною датою створення Полтавської дирекції залізничних перевезень.
Пізніше Полтавське відділення Південної залізниці було реорганізоване в Полтавське регіональне представництво Південної залізниці (РП-4). В процесі реорганізації із складу відділення були вилучені вагонні, локомотивні депо, дистанції цивільних споруд, сигналізації й зв'язку, колії, які стали підпорядковуватись відповідним службам Південної залізниці.
Сучасна назву «Дирекція залізничних перевезень» (ДН-4) підприємство одержала 1 серпня 2000 року на підставі наказу Мінтрансу № 77/Н від 30.05.2000. Згідно з новим статусом Полтавська дирекція залізничних перевезень стала структурним підрозділом без права юридичної особи в складі Державного галузевого об'єднання «Південна залізниця».

## Структура Полтавської дирекції Південної залізниці
Полтавська дирекція межує із іншими залізницями України: Південно-Західною (станції Гребінка, Григорівка, роз'їзд Варварівський, Лосинівка), Одеською (станції Бурти, Гребінка).
Станції дирекції розташовані на дільницях: Полтава-Південна — Берестин (к.п.74 км), Полтава-Південна — Кременчук, Полтава-Київська — Ромодан, Кременчук — Ромодан, Ромодан — Лохвиця — Гадяч імені Сергієнка М.І., Ромодан — Гребінка — Прилуки — Ніжин (станція Лосинівка), Прилуки — Бахмач-Пасажирський (роз'їзд Варварівський), Лохвиця — Ромни — Бахмач-Пасажирський (станція Григорівка). Усього до складу дирекції входить 75 станцій (з них 63 вантажні), 26 роз'їздів, 12 постів без колійного розвитку, а також дистанція вантажно-розвантажувальних робіт в Полтаві (МЧ-4), відбудовні поїзди на станціях Полтава, Гребінка і Кременчук.
Станом на квітень 2016 року у складі дирекції було 60 станцій, що відкриті для вантажних операцій, з яких 41 була опорною, а 19 — прикріплені до опорних.
Полтавська дирекція складається з 8 дільниць. Довжина головних колій дирекції становить 1294,5 км. Розгорнута довжина колій — 2184,5 км. Дільниці Гребінка — Полтава-Південна — Красноград і Бурти — Кременчук — Полтава-Південна електрифіковані. Експлуатаційна довжина електрифікованих колій — 230,7 км, контактної мережі — понад 560 км.
Станції дирекції приймають і відправляють поїзди по напрямках на Дарницю, Знам'янку, Лозову, Люботин, Основу, станцію ім. Т. Г. Шевченка.
Показники роботи дирекції становлять:
- навантаження вагонів — 1127 на добу,
- вивантаження вагонів — 252 на добу,
- приймання вагонів — 1282 навантажених і 1556 порожніх на добу,
- здача вагонів — 2958 на добу.
- середній оборот вантажного вагона — 3,15 доби.

В межах Полтавської області курсують 27 пар пасажирських поїздів далекого прямування, 23 пари приміських. Формується у вагонній дільниці станції Кременчук 7 поїздів, Полтава — 5 поїздів.
У 2006 році Полтавська дирекція Південної залізниці отримала диплом «Найкращі підприємства України» в номінації «Транспорт» національного рейтингу «Асамблеї ділових кіл».